# Mayans M.C. (1.ª temporada)
A primeira temporada de Mayans M.C., uma série de televisão de drama policial produzida pela FX, estreou nos Estados Unidos em 4 de setembro de 2018 e terminou em 6 de novembro de 2018, consistindo em 10 episódios. A série foi criada por Kurt Sutter e Elgin James e se passa no mesmo universo fictício de Sons of Anarchy. Ela lida com os rivais que se tornaram aliados dos Sons, o Mayans Motorcycle Club.

## Sinopse
Mayans M.C. ocorre dois anos e meio após os eventos de Sons of Anarchy e está situado a centenas de quilômetros de distância, na cidade fictícia de Santo Padre, na fronteira da Califórnia. A série enfoca as lutas de Ezekiel "EZ" Reyes, um novato em potencial na filial dos Mayans M.C. com base na fronteira Estados Unidos-México. EZ é o filho talentoso de uma família mexicana orgulhosa, cujo sonho americano foi destruído pela violência do cartel. Agora, sua necessidade de vingança o leva em direção a uma vida que ele nunca pretendeu e nunca poderá escapar.

## Elenco e personagens

### Principais
- J. D. Pardo como Ezekiel "EZ" Reyes, um novato em potencial dos Mayans M.C. e irmão de Angel Reyes.
- Clayton Cardenas como Angel Reyes, o irmão de Ezekiel e membro dos Mayans M.C.
- Sarah Bolger como Emily Thomas, namorada de infância de Ezekiel, agora casada com Miguel Galindo e mãe de seu filho pequeno.
- Michael Irby como Obispo "Bishop" Losa, presidente dos Mayans M.C. de Santo Padre.
- Carla Baratta como Adelita, que quando criança viu sua família morrer nas mãos do cartel de Galindo.
- Richard Cabral como Johnny "El Coco" Cruz, um membro dos Mayans M.C.
- Raoul Trujillo como Che "Taza" Romero, vice-presidente dos Mayans M.C. de Santo Padre.
- Antonio Jaramillo como Michael "Riz" Ariza, Él Secretario dos Mayans M.C. de Santo Padre.
- Danny Pino como Miguel Galindo, filho do fundador do Cartel de Galindo, José Galindo.
- Edward James Olmos como Felipe Reyes, o outrora forte patriarca mexicano e pai de Angel e Ezekiel.

### Recorrentes
- Vincent "Rocco" Vargas como Gilberto "Gilly" Lopez, um lutador de MMA bem-humorado que cavalga pelo Capítulo dos Mayans M.C. de Santo Padre.
- Frankie Loyal Delgado como Hank "El Tranq" Loza, Sargento-de-Armas / El Pacificador membro dos Mayans M.C.
- Melony Ochoa como Mini
- Maurice Compte como Kevin Jimenez, um agente da DEA altamente considerado encarregado de derrubar Miguel Galindo, o chefão do Cartel de Galindo.
- Tony Plana como Devante, consigliere ao Cartel de Galindo que serviu lealmente a José Galindo e agora é o mentor de Miguel.
- Gino Vento como Nestor Oceteva, chefe da segurança do Cartel de Galindo e amigo de infância de Miguel Galindo.
- Ada Maris como Dita Galindo, Mãe de Miguel e viúva de José Galindo.
- Salvador Chacon como Pablo
- Alexandra Barreto como Antonia Pena, é prefeita de Santo Padre e é casada com Katrina.
- Joseph Raymond Lucero como Neron "Creeper" Vargas, um ex-viciado de Los Angeles e capitão de estrada da filial de Santo Padre.
- Michael Ornstein como Chuck "Chucky" Marstein, reprisando seu papel de Sons of Anarchy.
- Edwin Hodge como Oficial Franky Rogan
- Ray McKinnon como Lincoln Potter, reprisando seu papel de Sons of Anarchy.

### Convidados
- Peter Navy Tuiasosopo como Afa ("Perro/Oc")
- Katey Sagal (sem créditos) como Gemma Teller Morrow, reprisando seu papel de Sons of Anarchy. ("Perro/Oc")
- Noel G. como Louie ("Escorpión/Dzec")
- Nomi Ruiz como Gracie ("Escorpión/Dzec")
- [J. Larose como Adam ("Búho/Muwan")
- Barbara Williams como Alice Reed ("Murciélago/Zotz")
- David Labrava como Happy Lowman, reprisando seu papel de Sons of Anarchy. ("Cuervo/Tz'ikb'uul")
- Rusty Coones como Rane Quinn ("Cuervo/Tz'ikb'uul")

### Convidados especiais
- Emilio Rivera como Marcus Álvarez, presidente dos Mayans M.C. de Oakland, primo de Obispo "Bishop" Losa, e presidente nacional dos Mayans M.C., reprisando seu papel de Sons of Anarchy.
- Robert Patrick como Les Packer, reprisando seu papel de Sons of Anarchy. ("Perro/Oc")

## Episódios
| N.º na série | N.º na temp. | Título                                          | Dirigido por          | Escrito por                    | Exibição original      | Cód. de produção | Audiência (milhões) |
| --- | ------------ | ----------------------------------------------- | --------------------- | ------------------------------ | ---------------------- | ---------------- | ------------------- |
| 1 | 1            | "Perro/Oc" "(Cachorro/Oc)" (BR)                 | Norberto Barba        | Kurt Sutter & Elgin James      | 4 de setembro de 2018  | 1WBD78           | 2.53                |
| EZ Reyes, um prospect do Mayans M.C., é apresentado ao mundo do crime enquanto lida com seu passado conturbado. Ele se envolve em uma série de eventos após a perda de um carregamento de drogas dos Mayans para uma gangue rival, os Samoas. Descobre-se que há um traidor dentro dos Mayans, e EZ e seu irmão Angel se veem no meio de uma guerra entre cartéis. Enquanto isso, EZ reencontra sua antiga namorada, Emily, que agora está casada com Miguel Galindo, líder do Cartel Galindo. EZ descobre que Emily estava grávida quando terminaram, levando-o a acreditar que ele poderia ter um filho. No entanto, Emily fez um aborto enquanto ele estava na prisão. EZ também tem uma relação complexa com seu pai, Felipe, que parece estar envolvido com os Mayans de alguma forma. Felipe esconde drogas em sua loja de açougue e está em contato com um agente da DEA. EZ concorda em trabalhar como informante, fornecendo informações sobre as atividades dos Mayans. Enquanto os Mayans lutam contra os Samoas e lidam com a traição interna, Angel revela que está ajudando uma mulher chamada Adelita, líder de um grupo chamado Rebels, que busca derrubar o Cartel Galindo. EZ se junta a Angel nessa missão e os dois cavam uma sepultura para um membro dos Samoas morto.                                                                                 |              |                                                 |                       |                                |                        |                  |                     |
| 2 | 2            | "Escorpión/Dzec" "(Escorpião/Dzec)" (BR)        | Norberto Barba        | Kurt Sutter                    | 11 de setembro de 2018 | 1WBD02           | 2.01                |
| Adelita e seus associados sequestram um casal, levando o bebê da mulher e executando o homem. Enquanto isso, os Mayans procuram por Louis e enfrentam um incidente com uma criança armada. Felipe, pai de EZ, reflete sobre a situação e revela um segredo ligado a uma urna funerária. Emily, desesperada pela perda de seu filho, confronta Miguel e descobre mais sobre seu negócio obscuro. Os Mayans encontram Louis em um abrigo e o perseguem até um acidente de carro. Descobrem que Louis estava envolvido em um vídeo pornográfico com a irmã de Coco. Durante uma reunião, Galindo pede ajuda aos Mayans após o sequestro de seu filho. EZ suspeita que a perua vista durante a perseguição a Louis possa estar envolvida no caso. Galindo recebe ameaças dos Rebels e se depara com a verdade sobre o sequestro de seu irmão na infância. Emily confronta Galindo sobre a violência e pede que ele não faça retaliação. Os Mayans confrontam um grupo de homens no abrigo, mas poupam o associado de Galindo. Emily procura EZ em busca de ajuda. Coco encontra sua mãe, que trabalha como prostituta. |              |                                                 |                       |                                |                        |                  |                     |
| 3 | 3            | "Búho/Muwan" "(Coruja/Muwan)" (BR)              | Guy Ferland           | Sean Tretta & Andrea Ciannavei | 18 de setembro de 2018 | 1WBD03           | 2.10                |
| O acampamento dos Rebels, liderado por Adelita, está em alerta quando um grupo armado se aproxima. No entanto, eles descobrem que a informação foi vazada e os Rebels estão em outro local. Enquanto isso, EZ, irmão de Angel, consola o filho de Emily, e um associado de Galindo encontra uma piñata contendo uma mensagem dos Rebels. Galindo, em uma reunião com os Mayans e chineses, é informado do fracasso do ataque ao acampamento dos Rebels e recebe uma caveira como símbolo. Emily se abala com um vídeo viral perturbador divulgado pelos Rebels. Felipe, pai de EZ, tem um encontro com o agente Jimenez e recebe um novo número de contato. Angel lembra EZ de não deixar os problemas pessoais interferirem em suas atividades. Galindo confronta Emily por descobrir sua traição, enquanto seu capanga interroga um homem capturado. Os Rebels continuam suas ações, ajudando um jovem necessitado. Os Mayans fazem uma transação com os chineses em um cassino, mas a presença de policiais locais cria tensão. Após a reunião, Emily e sua sogra visitam a praça onde ocorreu um incêndio. A confiança é restabelecida entre os chineses e os Mayans. Felipe confronta um espião de Jimenez e revela suas preocupações com a segurança de seu filho. EZ e Angel adormecem na casa de seu pai, e ele os cobre antes de ir para a cama.                    |              |                                                 |                       |                                |                        |                  |                     |
| 4 | 4            | "Murciélago/Zotz" "(Morcego/Zotz)" (BR)         | Hanelle Culpepper     | Kurt Sutter & Santa Sierra     | 25 de setembro de 2018 | 1WBD04           | 1.53                |
| EZ e os outros Mayans estão desfrutando de uma festa em uma casa quando a polícia local aparece. Enquanto isso, alguns caçadores estão observando imigrantes ilegais para atirar. Um policial encontra o corpo de um homem morto, arruinando sua noite. No dia seguinte, os Mayans se encontram com a polícia e a prefeita para ajudar. A prefeita revela que os Mayans são a única criminalidade na cidade e que está preocupada. Os Mayans também estão preocupados com a possibilidade de mais autoridades chegarem. Emily descobre um festival próximo e tem algo em mente. EZ conversa com Marcus Alvarez, que o aprova. Felipe é visitado por um agente que quer falar com EZ, mas Felipe se recusa. Os Mayans confrontam os vigilantes e descobrem que um deles é conhecido de EZ. Depois de uma discussão, os Mayans saem, mas ficam de olho na situação. Emily percebe semelhanças entre os Rebels e o Taliban e propõe usá-las contra o Cartel Galindo. Enquanto isso, a mãe de Coco revela que a irmã adotiva dele é na verdade sua neta biológica. Durante um festival, Emily desmaia ao ver uma freira morta. Os Mayans investigam uma casa e descobrem que todos estão mortos. EZ recebe instruções para se aproximar de Emily, mas se recusa. Coco confronta sua mãe e a garota vai embora com um estranho. Emily conversa com sua sogra sobre suas escolhas. |              |                                                 |                       |                                |                        |                  |                     |
| 5 | 5            | "Uch/Opossum" "(Gambá/Opossum)" (BR)            | Batán Silva           | Bryan Gracia                   | 2 de outubro de 2018   | 1WBD05           | 1.39                |
| EZ vai ao hospital para verificar o estado de Emily, que foi machucada durante uma luta na igreja. Ele questiona a história de que os Rebels mataram uma freira e discute com Emily sobre a violência dos Rebels. Galindo descobre que Emily estava falando com EZ e fica preocupado com a falta de comunicação entre eles. Enquanto isso, Angel descobre um homem estranho em seu apartamento, que oferece um negócio lucrativo. Felipe alerta EZ sobre o perigo que Emily está enfrentando. EZ é seguido por um SUV misterioso e acaba se encontrando com Galindo perto da fronteira. Marcus Alvarez recebe uma foto de Adelita, e ela planeja uma resposta à violência no festival. Angel e EZ são pegos pela polícia mexicana enquanto tentam ajudar um casal. Eles são extorquidos para resgatar o casal e EZ recorre a Coco para conseguir dinheiro. Felipe revela seu passado sombrio para Jimenez. Adelita ajuda EZ e Angel a resgatar o casal e eles são apoiados por crianças locais. Emily e Galindo discutem e têm relações sexuais após a perda de seu filho. EZ também tem um encontro sexual. No final, EZ e Angel se reconciliam e prometem apoiar um ao outro. Felipe fotografa uma família suspeita. |              |                                                 |                       |                                |                        |                  |                     |
| 6 | 6            | "Gato/Mis"                                      | Félix Enríquez Alcalá | Debra Moore Muñoz              | 9 de outubro de 2018   | 1WBD06           | 1.35                |
| Adelita e os Rebels estão monitorando sua operação quando Angel, Coco e EZ os visitam. Adelita revela sua verdadeira identidade para Angel e mostra a ele a extensão de sua operação. Enquanto isso, no clube dos Mayans, Bishop decide manter um olho em Angel e Coco. Felipe confronta Jimenez sobre ameaçar sua família, e Jimenez revela que o governo está desesperado por informações sobre Galindo. Emily questiona a legalidade de um acordo comercial e Devante insiste que eles não podem perder negócios. Adelita troca um pacote com um homem misterioso em um restaurante, enquanto o menino que tirou a foto da freira revela informações para Galindo. Coco encontra sua filha, que matou um agressor e precisa se livrar do corpo. EZ a ajuda a limpar as evidências. Felipe revela mais de sua história para Jimenez, enquanto Galindo recebe uma ligação de resgate pelo seu filho. Adelita revela que estava preparada para uma traição e mata o menino que tentou traí-los. EZ e Angel usam um túnel descoberto para escapar com o corpo. Galindo é enganado em um resgate falso e sua criança é levada pelos Rebels. |              |                                                 |                       |                                |                        |                  |                     |
| 7 | 7            | "Cucaracha/K'uruch" "(Barata/K’uruch)" (BR)     | Rachel Goldberg       | Elgin James                    | 16 de outubro de 2018  | 1WBD07           | 1.29                |
| EZ retira algumas fitas de um gravador e as guarda em um saco de papel. Enquanto isso, Angel revela a Bishop e seus homens um túnel que descobriu, mas decide mantê-lo em segredo. Adelita leva EZ e Angel em uma van para um local desconhecido. Enquanto isso, Galindo é detido e enfrenta problemas na prisão. EZ revela a Adelita que sua mãe está morta há uma década, mas seu pai ainda acredita que ela está viva. Felipe recebe a visita de Adelita, que revela que sua família foi morta pelo cartel Galindo. Ela acredita que Felipe a traiu, mas ele mostra uma foto que prova o contrário. Jimenez é afastado do caso e outro agente assume. Galindo é confrontado por Adelita, que revela suas intenções de trabalhar em conjunto para alimentar crianças carentes, desde que o cartel pare com a violência. EZ enfrenta problemas com a polícia durante uma negociação com os Sons of Anarchy. Galindo encontra-se com Adelita, onde ela mostra evidências do alcance de seu império e o pressiona a cooperar. Enquanto isso, Coco se envolve em uma situação violenta com sua mãe. Emily é capturada por um agente desconhecido. |              |                                                 |                       |                                |                        |                  |                     |
| 8 | 8            | "Rata/Ch'o" "(Rato/Ch’o)" (BR)                  | Peter Weller          | Andrea Ciannavei & Kurt Sutter | 23 de outubro de 2018  | 1WBD08           | 1.22                |
| EZ lê os documentos de Felipe e tem um flashback sobre Emily. Enquanto isso, Felipe encontra o Bishop para confessar, e Coco lida com o corpo de sua mãe. A DEA invade a casa de Galindo, resultando na prisão de Emily. Felipe revela a Bishop que Galindo encontrou seu antigo camarada e o matou, e que Adelita está atrás dele. EZ encontra a filha de Coco, que revela que as feridas foram autoinfligidas. Galindo é interrogado por Potter, que revela seu conhecimento sobre os negócios de seu pai com a CIA. EZ tem flashbacks sobre a perseguição de um carro suspeito, mas é interrompido pela chegada da filha de Coco. Enquanto isso, Emily é interrogada sobre um aborto relacionado a EZ. Felipe encontra Jimenez em casa e alerta EZ. Os Mayans capturam o traidor e decidem resolver o assunto internamente. EZ se encontra com Jimenez e Felipe, recusando sua oferta de ajuda e decidindo lutar. Potter pressiona Emily, oferecendo proteção a Galindo em troca de cooperação. EZ retorna ao clube e recebe uma tarefa. Angel vence uma luta na jaula e reconcilia com um Mayan renegado. Emily e Galindo discutem seus planos, enquanto Potter descobre o nome de EZ em um documento. EZ e Angel são parados pela polícia com o corpo da mãe de Coco no porta-malas do carro.                                                                           |              |                                                 |                       |                                |                        |                  |                     |
| 9 | 9            | "Serpiente/Chikchan" "(Serpente/Chikchan)" (BR) | Norberto Barba        | Sean Tretta & Kurt Sutter      | 30 de outubro de 2018  | 1WBD09           | 1.23                |
| Lincoln Potter visita os irmãos Reyes na prisão e revela a EZ que ele é um informante. O acordo de EZ é cancelado, colocando-o em perigo. No entanto, Potter oferece uma oportunidade para limpar suas fichas. Os irmãos são libertados, e Angel confronta EZ sobre a traição, deixando-o sozinho. EZ é forçado a caminhar para casa e relembra seu passado. Enquanto isso, Angel descobre que Felipe sabia do acordo de EZ o tempo todo. Felipe e Angel discutem a oferta de Potter, e Angel começa a suspeitar que Potter está atrás dos Rebels. Galindo planeja trabalhar com os Rebels e usa os Mayans como intermediários. Durante uma reunião no cassino, Galindo revela que Devante foi responsável pela execução da família de Adelita. Adelita se vinga de Devante e o mata com um machado. Enquanto isso, Jimenez visita Felipe e revela que Potter é uma pessoa estranha, mas inteligente. EZ e Emily têm uma conversa tensa, e Galindo leva Devante para confrontá-lo. Galindo descobre que Devante mentiu sobre a causa da morte de seu irmão. No final, Angel diz a EZ que ele o protegerá, mas que EZ deve abandonar essa vida perigosa. Galindo pede a EZ e Angel para matarem Jimenez como sua próxima missão. |              |                                                 |                       |                                |                        |                  |                     |
| 10 | 10           | "Cuervo/Tz'ikb'uul" "(Corvo/Tz’ikb’uul)" (BR)   | Elgin James           | Kurt Sutter                    | 6 de novembro de 2018  | 1WBD10           | 1.31                |
| EZ está conduzindo pela estrada quando a mãe de Galindo descobre que mentiram para seu filho. Enquanto isso, Emily percebe algo errado e tem uma conversa com seu marido. Angel e Coco encontram EZ e se juntam a ele em uma viagem. EZ visita seu pai, Felipe, e revela sua nova missão de matar Jimenez, mas Felipe o aconselha a não fazer isso. EZ volta ao clube e recebe algumas tarefas. Enquanto isso, Jimenez é morto por Angel durante um confronto e eles têm que lidar com a situação com a ajuda de Potter. Galindo mostra insatisfação com seu capanga Nestor e Angel e EZ discutem sobre o incidente. Felipe tenta matar Jimenez, mas desiste e o manda embora. EZ decide ficar no clube, mas pede a Bishop para patrociná-lo em vez de deixá-lo partir. Emily e Galindo recebem uma visita inesperada de Marcus Alvarez. Angel confronta EZ por seus erros no passado, mas EZ decide enfrentar as consequências e provar seu valor no clube. EZ reconhece um membro dos Sons of Anarchy envolvido na morte de sua mãe. |              |                                                 |                       |                                |                        |                  |                     |

## Produção

### Desenvolvimento
Em 11 de maio de 2016, foi anunciado que a FX havia iniciado o desenvolvimento formal do roteiro de um spin-off da série de televisão Sons of Anarchy.  O suposto desdobramento, intitulado Mayans M.C., foi criado por Kurt Sutter e Elgin James, com James escrevendo o roteiro do episódio piloto e ambos sendo produtores executivos. As produtoras anunciadas como estando envolvidas na série incluem Fox 21 Television Studios e FX Productions. Em 1 de dezembro de 2016, a FX deu oficialmente um pedido piloto para a produção. Também foi anunciado que Sutter dirigiria o episódio piloto da série.
Em 5 de julho de 2017, foi anunciado que o piloto passaria por refilmagens e que Norberto Barba estaria substituindo Sutter como diretor do episódio, já que Sutter planejava focar exclusivamente na escrita do episódio. Além disso, foi relatado que vários papéis seriam reformulados e que Barba também atuaria como produtor executivo.
Em 5 de janeiro de 2018, o FX anunciou na turnê anual da imprensa de inverno da Television Critics Association que a produção havia recebido um pedido de série para uma primeira temporada consistindo de dez episódios. Em 28 de junho de 2018, foi relatado que a série iria estrear em 4 de setembro de 2018.

### Escolha de elenco
Em fevereiro de 2017, foi anunciado que Edward James Olmos, John Ortiz, J. D. Pardo e Antonio Jaramillo haviam sido escalados para os papéis principais no piloto. Em março de 2017, foi relatado que Richard Cabral, Sarah Bolger, Jacqueline Obradors e Andrea Londo também haviam sido escalados. Em outubro de 2017, foi anunciado que Michael Irby e Raoul Trujillo haviam sido escalados para papéis regulares na série. Em novembro de 2016, foi noticiado que Emilio Rivera estaria reprisando seu papel de Marcus Álvarez de Sons of Anarchy na série. Em 25 de abril de 2017, foi anunciado que Carla Baratta substituiria Andrea Londo no papel de Adelita. Além disso, foi relatado que Maurice Compte foi escalado para um papel potencialmente recorrente. Em 1 de maio de 2017, foi informado que Efrat Dor ingressaria no elenco em uma capacidade potencialmente recorrente. Em outubro de 2017, foi anunciado que Danny Pino e Vincent “Rocco” Vargas haviam sido escalados para o piloto com Pino no papel principal. Em abril de 2018, foi anunciado que Gino Vento e Tony Plana haviam sido escalados para papéis recorrentes. Em 22 de julho de 2018, Sutter revelou em uma entrevista ao Deadline Hollywood que Ortiz havia sido substituído por Michael Irby.

### Filmagens
A filmagem principal do episódio piloto estava prevista para começar em março de 2017. Em julho de 2017, foi relatado que o piloto passaria por refilmagens que aconteceriam no final do verão de 2017. Essas refilmagens começaram supostamente durante a semana de 23 de outubro de 2017 em Los Angeles.

## Recepção

### Resposta da crítica
No site de agregação de resenhas Rotten Tomatoes, a primeira temporada possui uma taxa de aprovação de 72% com uma classificação média de 6.43 em 10 com base em 36 análises. O consenso crítico do site diz: "Mayans M.C. é um drama emocionante com personagens atraentes, mas luta para encontrar seu ritmo e os Tellers são difíceis de esquecer." No Metacritic, a temporada tem uma pontuação de 57 de 100, com base em 19 críticos, indicando "críticas mistas ou médias".

### Audiência
| №  | Título               | Exibição original      | Rating/share (18–49) | Audiência (em milhões) | DVR (18–49) | Audiência em DVR (milhões) | Total (18–49) | Audiência total (em milhões) |
| -- | -------------------- | ---------------------- | -------------------- | ---------------------- | ----------- | -------------------------- | ------------- | ---------------------------- |
| 1  | "Perro/Oc"           | 4 de setembro de 2018  | 1.1                  | 2.53                   | 1.0         | 2.51                       | 2.1           | 5.05                         |
| 2  | "Escorpión/Dzec"     | 11 de setembro de 2018 | 0.8                  | 2.01                   | 1.1         | 2.62                       | 1.9           | 4.64                         |
| 3  | "Búho/Muwan"         | 18 de setembro de 2018 | 0.8                  | 2.10                   | 0.9         | 2.12                       | 1.7           | 4.23                         |
| 4  | "Murciélago/Zotz"    | 25 de setembro de 2018 | 0.6                  | 1.53                   | 0.7         | 1.74                       | 1.3           | 3.27                         |
| 5  | "Uch/Opossum"        | 2 de outubro de 2018   | 0.6                  | 1.39                   | 1.0         | 2.35                       | 1.6           | 3.74                         |
| 6  | "Gato/Mis"           | 9 de outubro de 2018   | 0.5                  | 1.35                   | 0.9         | 2.12                       | 1.4           | 3.47                         |
| 7  | "Cucaracha/K'uruch"  | 16 de outubro de 2018  | 0.5                  | 1.29                   | 0.8         | 1.76                       | 1.3           | 3.05                         |
| 8  | "Rata/Ch'o"          | 23 de outubro de 2018  | 0.5                  | 1.22                   | 0.7         | 1.77                       | 1.2           | 2.99                         |
| 9  | "Serpiente/Chikchan" | 30 de outubro de 2018  | 0.5                  | 1.23                   | 0.8         | 1.73                       | 1.3           | 2.96                         |
| 10 | "Cuervo/Tz'ikb'uul"  | 6 de novembro de 2018  | 0.5                  | 1.31                   | 0.7         | 1.71                       | 1.2           | 3.02                         |